# Fresnes-sur-Marne
 Fresnes-sur-Marne  es una población y comuna francesa, en la región de Isla de Francia, departamento de Sena y Marne, en el distrito de Meaux y cantón de Mitry-Mory.

## Demografía
| 412 | 417 | 382 | 362 | 398 | 441 |
| Para los censos de 1962 a 1999 la población legal corresponde a la población sin duplicidades (Fuente: INSEE [Consultar]) |     |     |     |     |     |